# Reengus
Reengus é uma cidade do distrito de Sikar,no estado indiano de Rajasthan.

## Demografia
Segundo o censo de 2001, Reengus tinha uma população de 22,928 habitantes. Os indivíduos do sexo masculino constituem 54% da população e os do sexo feminino 46%. Reengus tem uma taxa de literacia de 62%, superior à média nacional de 59.5%: a literacia no sexo masculino é de 75% e no sexo feminino é de 48%. Em Reengus, 16% da população está abaixo dos 6 anos de idade.